# Charles Martin Smith
Charles Martin Smith est un acteur, producteur, réalisateur et scénariste américain, né le 30 octobre 1953 à Los Angeles.
Il est notamment connu pour avoir joué l'un des quatre incorruptibles dans le film de Brian De Palma et Terry "la grenouille" dans American Graffiti  de George Lucas.

## Filmographie

### Comme acteur
- 1972 : The Culpepper Cattle Co. : Tim Slater
- 1972 : Les Poulets (Fuzz) : Baby
- 1973 : Go Ask Alice (TV) : Jim
- 1973 : Pat Garrett et Billy le Kid (Pat Garrett & Billy the Kid) : Charlie Bowdre
- 1973 : American Graffiti : Terry Fields ("The Toad", "La Grenouille") - Crédité sous le nom de « Charlie Martin Smith »
- 1974 : Du sang dans la poussière : Tod
- 1974 : Les Rues de San Francisco (série télévisée) - Saison 2, épisode 17 (Blockade) : Russell Jameson
- 1975 : Rafferty and the Gold Dust Twins : Alan Boone
- 1976 : No Deposit, No Return : Det. Longnecker
- 1976 : Law of the Land (TV) : Dudley
- 1977 : The Hazing : Barney
- 1978 : The Buddy Holly Story de Steve Rash : Ray Bob Simmons
- 1978 : Cotton Candy (TV) : George Smalley
- 1979 : McGurk (TV) : Tucker
- 1979 : American Graffiti, la suite (More American Graffiti) de Bill Norton : Terry 'The Toad' Fields
- 1980 : La Coccinelle à Mexico (Herbie Goes Bananas) : D.J.
- 1983 : Un homme parmi les loups (Never Cry Wolf) : Farley Mowat / Tyler
- 1984 : Starman : Mark Shermin
- 1986 : Trick or Treat : Mr. Wimbley
- 1987 : Les Incorruptibles (The Untouchables) de Brian De Palma : Agent Oscar Wallace
- 1989 : Les Experts (The Experts) : Cameron Smith
- 1990 : Hot Spot : Lon Gulick
- 1992 : Agent double (Deep Cover) : DEA Agent Gerald Carver
- 1992 : Boris and Natasha : Hotel Clerk
- 1992 : Fifty/Fifty : Martin Sprue
- 1993 : Partners (TV) : Grave Squad' Lawyer
- 1993 : Les Soldats de l'espérance (And the Band Played On) (TV) : Dr. Harold Jaffe
- 1994 : Les Complices (I Love Trouble) de Charles Shyer : Rick Medwick
- 1994 : Roswell (TV) : Sheriff Wilcox
- 1994 : Chérie, vote pour moi (Speechless) : Kratz
- 1995 :  X-Files : Aux frontières du réel (TV),  épisode Contamination : Dr Osborne
- 1995 : Brothers' Destiny (TV) : Merriman
- 1995 : Take Out the Beast (TV) : The biorobot
- 1995 : Décompte infernal (The Final Cut) : Capt. Weldon Mamet
- 1995 : Le Parfait alibi (Perfect Alibi) : Franklin Dupard
- 1995 : Lonesome Dove : Le Crépuscule (Streets of Laredo) (feuilleton TV) : Ned Brookshire (railroad accountant)
- 1996 : La Bête (The Beast) (TV) : Schuyler Graves
- 1996 : Wedding Bell Blues : Oliver Napier
- 1997 : Dead Silence (TV) : Roland W. Marks
- 1998 : Blackout Effect (TV) : Henry Drake
- 1998 : Deep Impact : Dr. Marcus Wolf
- 1998 : Parrain malgré lui (Hoods) : Gun Dealer
- 1999 : P.T. Barnum (TV) : Beach
- 1999 : The Apartment Complex (TV) : Gary Glumley
- 2000 : Here's to Life! : Ned
- 2002 : Roughing It (TV) : Platt
- 2002 : Pari à haut risque (Dead Heat) : Marty
- 2002 : Les Chevaux de la tourmente (Touching Wild Horses) : Charles Thurston
- 2004 : Kingdom Hospital (feuilleton TV) : Earl Swinton
- 2004 : The Last Casino (TV) : Barnes
- 2005 : Left Behind: World at War : Vice President John Mallory
- 2005 : Triangle (The Triangle) (feuilleton TV) : Captain Jay
- 2005 : Icône (Icon) (TV)
- 2006 : New York, unité spéciale (saison 8, épisode 6) : shérif Bartley
- 2007 : Lucky You : Roy Durucher
- 2010 : psych enqueteur malgré lui saison 5 episode 3
- 2014 : L'Incroyable Histoire de Winter le dauphin 2 : George Hughes

### Comme réalisateur
- 1986 : Trick or Treat
- 1992 : Boris and Natasha
- 1992 : Fifty/Fifty
- 1997 : Bienvenue à Sunnydale, partie 1
- 1997 : Air Bud : Buddy star des paniers (Air Bud)
- 1998 : Coroner Da Vinci (Da Vinci's Inquest) (série TV)
- 2002 : Roughing It (TV)
- 2003 : The Snow Walker
- 2005 : Icône (Icon) (TV)
- 2008 : Stone of Destiny
- 2011 : L'Incroyable Histoire de Winter le dauphin
- 2014 : L'Incroyable Histoire de Winter le dauphin 2
- 2019 : L'Incroyable Aventure de Bella

### Comme scénariste
- 2003 : The Snow Walker
- 2004 : The Clinic (TV)
- 2008 : Stone of Destiny

### Comme producteur
- 2000 : Here's to Life!
- 2002 : Pari à haut risque (Dead Heat)

### Voix françaises
| - Vincent Violette, dans : - Les Incorruptibles - New York, unité spéciale (série télévisée) - Mémoire du passé (téléfilm) - L'Incroyable Histoire de Winter le dauphin 2 - Roger Crouzet dans : - American Graffiti - American Graffiti, la suite | et aussi - Dominique Collignon-Maurin dans Pat Garrett et Billy le Kid - Pierre Guillermo dans Du sang dans la poussière - Claude Mercutio dans La Coccinelle à Mexico - Jean-Pierre Bouvier dans Starman - Jacques Ciron dans Trick or Treat - Jacques Bonnaffé dans Dernière Limite - Georges Berthomieu dans Les Complices - Gabriel Le Doze dans Roswell, le mystère (téléfilm) - Philippe Ogouz dans Au-delà du réel : L'aventure continue (série télévisée) - Joseph Falcucci dans X-Files : Aux frontières du réel (série télévisée) - Gilbert Levy dans Deep Impact - Paul Borne dans Triangle (téléfilm) - Jacques Bouanich dans Lucky You - Éric Aubrahn dans Pat Garrett et Billy le Kid (scènes supplémentaires) - Patrice Dozier dans Motive (série télévisée) |